# Müzli
A müzli egy régi svájci kásaféle népi eledel, amelyet eredetileg svájci parasztok fogyasztottak. Dr. Maximilian Oscar Bircher-Benner svájci orvos újította fel a müzlievés tradícióját az 1900-as évek elején. A müzli eredetileg csak gabonafélékből, aszalt gyümölcsökből, dióból, tejszínből, joghurtból, vagy tejből, illetve mézből és almából állt. A magas cukortartalmú, illetve zsírtartalmú müzliszeletek kevésbé tesznek jót az egészségnek.